# Rio Aricanduva
O rio Aricanduva é um dos principais rios afluentes do rio Tietê, na cidade de São Paulo, Brasil. Nasce no pico do Cruzeiro   (S23.638335,W46.431882), popularmente conhecido como morro do Cruzeiro, o ponto culminante da zona leste paulistana, com 998 metros de altitude, no distrito de São Rafael, no extremo leste da cidade, na divísa com Iguatemi, e a cidade de Mauá.
Este rio nasce poluído, pois uma de suas nascentes localiza-se no aterro sanitário São João, na estrada de Sapopemba.
Em seu percurso, corta vários bairros de classe baixa e média da zona leste, inclusive no distrito de Cidade Líder, local em que rio e avenida carregam o mesmo nome e acompanham até o destino final, rio e Marginal Tietê, respectivamente.
Na época das chuvas, é responsável por uma parcela considerável do volume de água que provoca os alagamentos da região, causando vários transtornos aos moradores e motoristas que trafegam pela avenida Aricanduva. Porém, atualmente, o rio passa por um processo de canalização, que tem por objetivo evitar ou reduzir as enchentes. Na região do Parque do Carmo, entre São Mateus e Cidade Líder, parte das obras já foi concluída.